# Uptime
Uptime (ang.) – czas nieprzerwanej pracy komputera i dostępności usług, które oferuje. Pojęcie używane głównie z przypadku serwerów pracujących w cyklu 24 godzin na dobę, dostępnych w sieci lokalnej lub Internecie. Terminem pokrewnym jest przestój (ang. downtime), czyli czas, w którym system komputerowy nie pracuje, zwykle w wyniku awarii sprzętowej, lub mimo pracy nie oferuje usług – w wyniku awarii programowej.
Uptime jest często wykorzystywane jako miara stabilności i niezawodności systemu operacyjnego. W tym wypadku czas nieprzerwanej pracy jest traktowany jako ilość czasu, jaki system komputerowy może pracować bez nadzoru i opieki, a mimo to nie dojdzie do jego załamania (ang. crash) czy potrzeby restartu.

## Uptime jako polecenie systemowe
uptime jest również nazwą polecenia systemu Unix, obecnego w wielu jego wersjach i innych systemach na nim wzorowanych (tzw. uniksopodobnych).
Systemy Windows posiadają polecenia systeminfo, które wyświetla wiele informacji o systemie, w tym również uptime. W celu uzyskania danych tylko na temat czasu pracy systemu należy wpisać w konsoli:
- systeminfo | find "Up time" w angielskiej wersji systemu,
- systeminfo | find "Czas pracy" w polskiej wersji systemu do Windows Vista,
- systeminfo | find "Czas rozruchu" w polskiej wersji Windows 7 i następnych.